# Broadus
Broadus è una città degli Stati Uniti d'America situata nel Montana, nella Contea di Powder River, della quale è anche il capoluogo.